# Provinz Bordj Bou Arreridj
Die Provinz Bordj Bou Arreridj (arabisch ولاية برج بوعريريج, DMG Wilāyat Burǧ Bū-ʿArīrīǧ, tamazight ⴰⴳⴻⵣⴷⵓ ⵏ ⴱⵓⵔⴵ ⴱⵓ ⵄⵔⵉⵔⵉⴵ Agezdu n Burǧ bu ɛririǧ; auch Burdsch Bu Urairidsch) ist eine Provinz (wilaya) im nördlichen Algerien. Hauptstadt der Provinz ist Bordj Bou Arreridj.

## Geografie
Die Provinz liegt rund 200 km östlich von Algier und umfasst eine Fläche von 3676 km². Die Provinz grenzt im Norden an die Provinz Bejaia, im Osten an Sétif, im Süden an M'Sila und im Westen an Bouira.
Einen Teil der Grenze zu Sétif und Bejaia bildet der Fluss der Oued Bou Sellam.

## Bevölkerung
Rund 636.000 Menschen (Schätzung 2006) bewohnen die Provinz, die Bevölkerungsdichte beträgt somit rund 173 Einwohner pro Quadratkilometer.